# Нетаджикские девочки. Нечеченские мальчики
«Нетаджикские девочки. Нечеченские мальчики» — книга российского журналиста Дмитрия Соколова-Митрича. Книга представляет собой хронику преступлений представителей этнических меньшинств России в отношении русских.

## Критика
Историк Г. В. Кожевникова оценивает эту книгу как эксплуатирующую язык вражды и создающую негативный образ национальных меньшинств. По её мнению, это делается путём представления любых уголовных инцидентов, в которых участвовали люди разной национальности, как межэтнических конфликтов или преступлений на национальной почве.

## Награды
- Премия имени Николая Страхова от Лиги консервативной журналистики[2].

## Текст
- Текст оригинала